# 가토촌 (후쿠오카현)
가토촌(河東村)은 일본 후쿠오카현 무나카타군에 설치되었던 촌이다. 현재의 무나카타시에 해당한다.